# Gordana Kuić

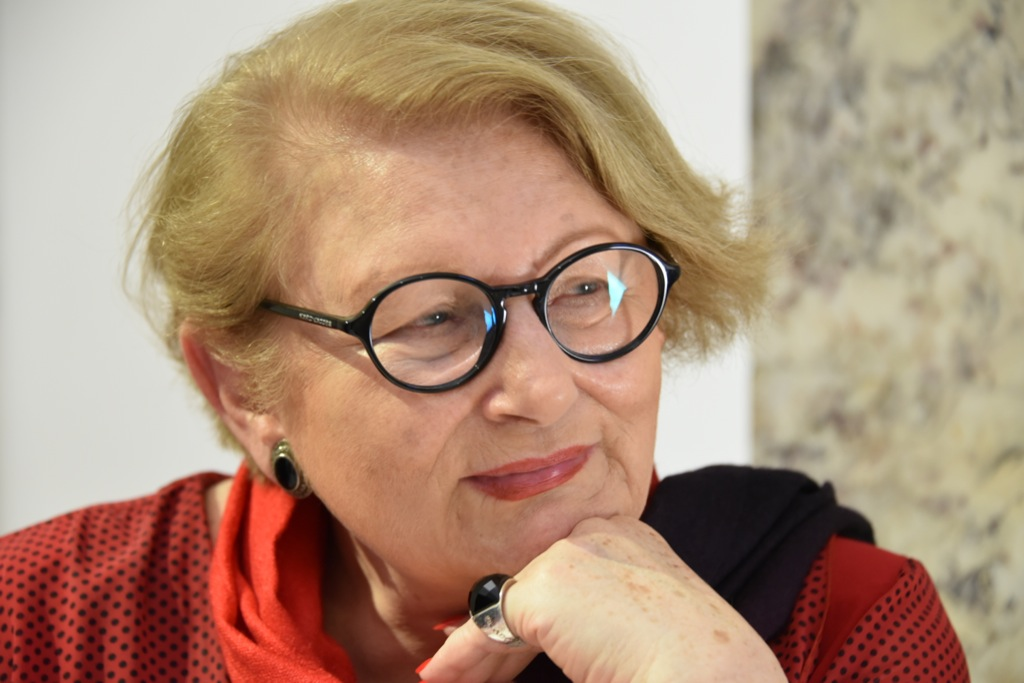
Gordana Kuić, Wien 2015

Gordana Kuić (serbisch-kyrillisch Гордана Куић; geboren am 29. August 1942 in Belgrad; gestorben am 13. Januar 2023 ebenda) war eine serbische Schriftstellerin.

## Leben und Werk
Kuić stammte aus einer Familie sephardischer Juden im früheren Jugoslawien. Sie studierte Englische Philologie und Literatur an der Universität Belgrad und arbeitete als English Teaching Advisor an der amerikanischen Botschaft in Belgrad sowie der Soros Foundation in New York. Ab 1986 veröffentlichte sie sieben Romane und zwei Bände mit Kurzgeschichten. Ihr Werk wurde vorrangig von ihrer Mutter, Blanko Levi, und ihren Tanten inspiriert. Die Schriftstellerin sah sich als klassische Erzählerin und zitiert gerne Stendhals Satz: „Il faut que le roman raconte“. 
In ihrem ersten Roman Miris kiše na Balkanu beschrieb sie die Städte Sarajevo und Belgrad vor ihrer Geburt und sie fürchtete ursprünglich, die Atmosphäre dieser Zeit nicht einfangen zu können. Als das Buch jedoch erschien und die Erstauflage sofort vergriffen war, wunderten sich viele Leser, wie eine Frau der folgenden Generation diese Zeit derart präzise beschreiben konnte.
Die Romane Der Duft des Regens auf dem Balkan und Die Blüte der Linden auf dem Balkan wurden zu Vorlagen sehr erfolgreicher Fernsehserien. Die Schriftstellerin erhielt zahlreiche Preise mehrerer Staaten Ex-Jugoslawiens.

## Werke

### „Der Duft des Regens auf dem Balkan“
Gordana Kuićs Erstlingswerk und ihr größter Erfolg erschien 1986. Es erzählt die Geschichte der sephardisch-jüdischen Familie Salom aus Sarajevo, deren Leben nach Beginn des Ersten Weltkriegs eine dramatische Wendung nahm. Kuić beschreibt fünf Frauenschicksale in einer Zeit großer gesellschaftlicher Umbrüche. Vor dem Panorama der politischen Ereignisse zwischen 1914 und 1945 suchen die fünf Töchter – Nina, Buka, Klara, Blanki und Riki – Selbstverwirklichung und Liebe und sie beschreiten dabei, ohne Rücksicht auf ethnische und konfessionelle Schranken zu nehmen, neue Wege. 
Die Autorin schildert eine verloren gegangene Welt und die zerstörte Kultur des friedlichen Zusammenlebens von bosnisch-jüdischen, muslimischen, serbisch-orthodoxen und katholischen Menschen im Sarajevo von damals.

#### Zitat
„Die Menschen atmeten Nebel und tranken Regen. Es prasselte so heftig und ausdauernd herab, als würden die Tropfen vom Boden abprallen und in den Himmel zurückkehren, um von dort wieder herabzufallen. Die Stadt war wie in Blindheit gefangen. Dann durchschnitt plötzlich ein Lichtstrahl die Nebelmasse und gab den Blick auf die Häuserwände weit entfernter Gassen frei. Durch diese Bahn aus Licht und Sonne ruckelte Blankis Zug in ihre Heimatstadt. Sarajevo.“

#### Rezeption, Bühnen- und Fernsehfassungen
Der Roman wurde zu einem Überraschungserfolg, sowohl beim Publikum als auch bei der Kritik. David Albahari lobte das Werk als „bedeutenden Beitrag zur eher bescheidenen jüdischen Literatur in Serbien, welches jedoch über deren Grenzen hinauswächst und zweifellos übergreifende Signifikanz in Anspruch nehmen kann.“ In der Originalsprache sind bislang 22 Auflagen erschienen. Der Roman wurde seither auch in mehrere Sprachen übersetzt, auf Deutsch erschien das Werk erstmals im Jahr 2015 in der Belletristik-Sektion des Wiener Verlags Hollitzer.
Im Jahr 1992 wurde eine Ballett-Version des Romans mit Musik des kroatischen Komponisten Igor Kuljerić in Sarajevo uraufgeführt und eine Woche später auch in Belgrad vorgestellt. Eine Bühnenfassung von Nebojša Romčević wurde am 12. April 2009 im Belgrader Madlenianum uraufgeführt, mit Sloboda Mićalović und Vuk Kostić in Hauptrollen. Im Jahr 2010 erstellte Ljubiša Samardžić eine Fernsehfassung des Romans, die von  RTS ausgestrahlt wurde.

## Publikationen

### Romane
- Miris kiše na Balkanu. 1986. 
  - französisch: Parfum de pluie sur les Balkans. L’Age D’Homme, Lausanne 2000, ISBN 978-282511296-0.
  - englisch: The Scent of Rain in the Balkans. Alnari, 2010, ISBN 978-86-7710-423-8.
  - deutsch: Der Duft des Regens auf dem Balkan. Hollitzer Verlag, Wien 2015, ISBN 978-3-99012-169-6.
  - spanisch: El odor de la lluvia en los Balcanes. Editorial funambulista, Madrid 2015.
  - italienisch: Il profumo della pioggia nei Balcani. Bollati Boringhieri, Turin 2015.
- Cvat lipe na Balkanu. (engl.: The Blossom of Linden in the Balkans). 1991.
  - deutsch: Die Blüte der Linden auf dem Balkan. Hollitzer Verlag, Wien 2018, ISBN 978-3-99012-454-3.
- Smiraj dana na Balkanu. (Abenddämmerung am Balkan). 1995.
- Duhovi nad Balkanom. (Geister über dem Balkan). 1997.
- Legenda o Luni Levi. 1999.
  - deutsch: Die Legende der Luna Levi. Hollitzer Verlag, Wien 2016, ISBN 978-3-99012-297-6.
- Bajka o Benjaminu Baruhu. (Das Märchen von Benjamin Baruh). 2002.
- Balada o Bohoreti. (Die Ballade von Bohoreta). 2006.

### Kurzgeschichten
- Preostale priče. (Überbleibsel). 33 Kurzgeschichten.
- S druge strane noći. (Auf der anderen Seite der Nacht). 17 Kurzgeschichten.